# Xã Fayette, Quận Livingston, Illinois
Xã Fayette (tiếng Anh: Fayette Township) là một xã thuộc quận Livingston, tiểu bang Illinois, Hoa Kỳ. Năm 2010, dân số của xã này là 271 người.